# Erehof Barchem
Erehof Barchem is gelegen op de algemene begraafplaats van de Nederlandse plaats Barchem (provincie Gelderland). De erebegraafplaats bestaat uit 25 stenen met daarop de volgende namen:
| Naam                          | Functie                      | Onderdeel                         | Regiment             | Overleden  | Leeftijd |
| ----------------------------- | ---------------------------- | --------------------------------- | -------------------- | ---------- | -------- |
| Maurice Waterman Belton       | Cavalerist                   | Royal Armoured Corps              |                      | 01-04-1945 | 19       |
| Geoffrey Hugh Butler-Williams | Waarnemer                    | Royal New Zealand Air Force       | 12 (R.A.F.) Squadron | 03-07-1942 | 24       |
| William Carwardine            | Cavalerist                   | Royal Armoured Corps              |                      | 01-04-1945 | 31       |
| Robert Collins                | Soldaat                      | Somerset Light Infantry           |                      | 01-04-1945 | 35       |
| Peter Frederick John Copp     | Navigator                    | Royal Air Force Volunteer Reserve | 85e Squadron         | 30-10-1944 | 22       |
| Edward Richard Culff          | Piloot                       | Royal Air Force Volunteer Reserve | 196e Squadron        | 30-03-1943 |          |
| Thomas Albert Dew             | Navigator                    | Royal Air Force                   | 196e Squadron        | 30-03-1943 | 22       |
| Cyril Bertie Dove             | Piloot                       | Royal Air Force Volunteer Reserve | 15e squadron         | 15-02-1941 | 20       |
| John Maurice Duke             | Soldaat                      | Somerset Light Infantry           |                      | 01-04-1945 | 18       |
| Ian Clarke Dunn               | Luchtmacht sergeant          | Royal Australian Air Force        | 12 (R.A.F.) Squadron | 03-07-1942 | 27       |
| David Evans                   | Korporaal                    | Somerset Light Infantry           |                      | 01-04-1945 | 20       |
| David Evans                   | Boordschutter                | Royal Air Force Volunteer Reserve | 12e squadron         | 03-07-1942 |          |
| Gordon Graham                 | Cavalerist                   | Royal Armoured Corps              |                      | 01-04-1945 | 25       |
| George Fenwick Hurworth       | Boordschutter                | Royal Air Force Volunteer Reserve | 15e squadron         | 15-02-1941 | 22       |
| Leslie Duncan McAllister      | Bommenrichter                | Royal Canadian Air Force          | 196e Squadron        | 30-03-1943 | 20       |
| Leslie McCracken              | Cavalerist                   | Royal Armoured Corps              |                      | 01-04-1945 | 21       |
| Alfred O'Pray                 | Cavalerist                   | Royal Armoured Corps              |                      | 01-04-1945 |          |
| Cyril Leonard Pearce          | Soldaat                      | Somerset Light Infantry           |                      | 01-04-1945 | 18       |
| Joseph Potts                  | Piloot                       | Royal Air Force                   | 85e Squadron         | 30-10-1944 |          |
| Grenville Simpson             | Radio-operator/boordschutter | Royal Air Force Volunteer Reserve | 15e squadron         | 15-02-1941 | 25       |
| Paul Mackenzie Smith          | Piloot                       | Royal Air Force Volunteer Reserve | 15e squadron         | 15-02-1941 | 25       |
| Thomas Henry Swarbrick        | Soldaat                      | Somerset Light Infantry           |                      | 01-04-1945 | 22       |
| Albert Charles August Veeck   | Radio-operator/boordschutter | Royal Air ForceVolunteer Reserve  | 196e Squadron        | 30-03-1943 |          |
| Albert Sidney William Warr    | Soldaat                      | Somerset Light Infantry           |                      | 01-04-1945 | 19       |
| Hubert Roy Wilmore            | Boordschutter                | Royal Air Force Volunteer Reserve | 196e Squadron        | 30-03-1943 | 21       |

## Oorlogshandelingen waarbij zij de dood vonden
Op 15 februari 1941 werd een Wellington-bommenwerper, de T 2847 van het 15e Squadron, aangevallen door een Duitse nachtjager en stortte om 23.05 uur neer bij Borculoseweg 36 in Barchem. Vier bemanningsleden kwamen daarbij om het leven en werden begraven op de algemene begraafplaats van Barchem in de Provincie Gelderland. De overigen werden krijgsgevangen gemaakt.
Op 3 juli 1942 werd een Wellington-bommenwerper, de Z8579 van het 12e Squadron, aangevallen door een Duitse nachtjager met als gevolg dat het toestel om 02.49 uur neerstortte op de Ampenseweg bij Barchem tussen Lochem en Exel. Drie bemanningsleden kwamen daarbij om het leven en werden begraven op de algemene begraafplaats van Barchem in de Provincie Gelderland. De overigen werden krijgsgevangen gemaakt.
Op 30 maart 1943 werd een Wellington-bommenwerper, de HE 385 van het 196e Squadron, aangevallen door een Duitse nachtjager en stortte neer bij Zwiep, bij de woning Schupert 7. Alle bemanningsleden kwamen daarbij om het leven en werden begraven op de algemene begraafplaats van Barchem.
Op 30 oktober 1944 stortte een Mosquito IXI, de MM628 van het 85e Squadron, neer op de Veldkampseweg in Laren. De twee bemanningsleden kwamen daarbij om het leven en werden begraven op de algemene begraafplaats van Barchem. Het toestel vloog ter ondersteuning van bommenwerpers richting Keulen.
De op 1 april 1945 overleden militairen, leden van de Somerset Light Infantry en Royal Armoured Corps, werden slachtoffer toen ze tijdens de bevrijding oprukten in de richting van Lochem. Daarbij ondervonden ze veel weerstand van Duitse troepen.